# Dicranomyia parvistylata
Dicranomyia parvistylata är en tvåvingeart som först beskrevs av Alexander 1960.  Dicranomyia parvistylata ingår i släktet Dicranomyia och familjen småharkrankar.
Artens utbredningsområde är Thailand. Inga underarter finns listade i Catalogue of Life.